# José Antonio Ferrer Benimeli
José Antonio Ferrer Benimeli (Huesca, 24 de marzo de 1934) es un sacerdote jesuita español, licenciado en Filosofía y Letras e Historia (Universidad de Zaragoza) y uno de los mayores conocedores de la historia de la masonería española.

## Biografía
Es profesor de Historia Contemporánea de la Universidad de Zaragoza. Actualmente dirige el Centro de Estudios Históricos de la Masonería Española.
Desde 2002 es académico correspondiente de la Real Academia de la Historia.

## Obras

### De la autoría de José Antonio Ferrer Benimeli
- José Antonio Ferrer Benimeli (1979). Masonería en Aragón. Librería General. ISBN 978-84-7078-092-9.

- José Antonio Ferrer Benimeli, ed. (1996). La masonería en la España del siglo XX. Universidad de Castilla La Mancha. ISBN 9788489492479.

- José Antonio Ferrer Benimeli, ed. (2002). Relaciones Iglesia-Estado en Campomanes. Ministerio de Justicia. ISBN 9788477878711.

- — (1996). La masonería española. Ediciones Akal. ISBN 9788470902994.

- — (1977). Bibliografía de la masonería: introducción histórico-crítica. Fundación Universitaria Española. ISBN 978-84-7392-031-5.

- — (1974). Bibliografía de la masonería: introducción histórico-crítica. Universidad de Zaragoza. Facultad de Medicina. ISBN 978-84-600-6081-9.

- Ferrer Benimeli, José Antonio; Cuartero Escobés, Susana. Bibliografía de la masonería. Fundación Universitaria Española. ISBN 978-84-7392-549-5.

- — (1999). Conde Aranda. Caja de Ahorros y Monte de Piedad de Zaragoza, Aragón y Rioja (Ibercaja, Obra Social y Cultural). ISBN 978-84-8324-047-2.

- — (1998). El Conde de Aranda: Palacio de Sástago, Zaragoza, 1 de octubre a 13 de diciembre de 1998. Gobierno de Aragón. Centro del Libro de Aragón. ISBN 978-84-7753-712-0.

- Congreso Internacional sobre "El conde de Aranda y su tiempo" (1998. Zaragoza) (1998). El conde de Aranda y su tiempo, actas del Congreso Internacional celebrado en Zaragoza, del 1 al 5 de diciembre de 1998. Institución Fernando el Católico. ISBN 978-84-7820-562-2.

- — (1982). El contubernio judeo-masónico-comunista. Ediciones Istmo. ISBN 978-84-7090-121-8.

- — (1989). Historia de la masonería española. Valencia (Comunidad Autónoma). Consejería de Cultura (Alicante). ISBN 978-84-505-8792-0.

- — (2007). Jefes de gobierno masones: España, 1868-1936. La Esfera de los Libros. ISBN 978-84-9734-665-8.

- — (1993). La masonería. Ediciones de la Universidad Complutense de Madrid. ISBN 978-84-7754-183-7.

- — (2002). La masonería. Alianza Editorial. ISBN 978-84-206-5776-9.

- — (2005). La masonería. Alianza Editorial. ISBN 978-84-206-4789-0.[2]

- — (1977). La masonería actual. AHR. ISBN 978-84-337-0112-1.

- — (1968). La masonería después del Concilio. AHR. ISBN 978-84-337-0021-6.

- — (1985). La masonería en la historia de España. Gobierno de Aragón. Centro del Libro de Aragón. ISBN 978-84-505-1744-6.

- Ferrer Benimeli, José Antonio; Sanllorente Barragán, Francisco (1999). La masonería en las islas Baleares: 1800-1940. Miguel Font, Editor. ISBN 978-84-7967-071-9.

- — (1982). La masonería en los Episodios Nacionales de Pérez Galdós. Fundación Universitaria Española. ISBN 978-84-7392-191-6.

- —. La masonería en Madrid y en España del siglo XVIII al XXI. Gobierno de Aragón. Centro del Libro de Aragón. ISBN 978-84-96223-52-3.

- — (1995). La masonería española. Ediciones Istmo. ISBN 978-84-7090-299-4.

- —. Masonería española contemporánea. Siglo XXI de España Editores. ISBN 978-84-323-0375-3.

- — (1986). La masonería española en el siglo XVIII. Siglo XXI de España Editores. ISBN 978-84-323-0140-7.

- Symposium Internacional de Historia de la Masonería Española (9º. 2000. Segovia) (2000). La Masonería Española en el 2000, una revisión histórica: IX Symposium Internacional de Historia de la Masonería Española, Segovia 18-22 de octubre de 2000. Gobierno de Aragón. Centro del Libro de Aragón. ISBN 978-84-7753-879-0.

- Ferrer Benimeli, José Antonio; Alonso Vázquez, Francisco Javier , [ et. al. ]. La masonería española en la época de Sagasta. Gobierno de Aragón. Centro del Libro de Aragón. ISBN 978-84-8380-050-8.

- —. Masonería española entre Europa y América. Gobierno de Aragón. Centro del Libro de Aragón. ISBN 978-84-7753-536-2.

- Ferrer Benimeli, José Antonio;  Paz Sánchez, Manuel de (1991). Masonería y pacifismo en la España contemporánea. Prensas Universitarias de Zaragoza. ISBN 978-84-7733-241-1.

- — (1993). Masonería y periodismo en la España contemporánea. Prensas Universitarias de Zaragoza. ISBN 978-84-7733-372-2.

- — (1982). Masonería, Iglesia e Ilustración. (T.1): las bases de un conflicto (1700-1739). Fundación Universitaria Española. ISBN 978-84-7392-087-2.

- — (1982). Masonería, Iglesia e Ilustración. (T.2): inquisición: procesos históricos (1739-1750). Fundación Universitaria Española. ISBN 978-84-7392-102-2.

- — (1977). Masonería, Iglesia e Ilustración. (T.3): institucionalización del conflicto (1751-1800). Fundación Universitaria Española. ISBN 978-84-7392-008-7.

- — (1977). Masonería, Iglesia e Ilustración. (T.4): la otra cara del conflicto. Conclusiones y bibliografía. Fundación Universitaria Española. ISBN 978-84-7392-021-6.

- — (1989). Unamuno, los derechos del hombre y la libertad de expresión: Tebeto. Anexo I. Cabildo Insular de Fuerteventura. Servicio de Publicaciones. ISBN 978-84-87461-01-9.

- — (1980). Voltaire, Servet y la tolerancia. Instituto de Estudios Sijenenses "Miguel Servet". ISBN 978-84-600-1651-9.

### Sobre la obra de José Antonio Ferrer Benimeli o citas
Fernández, Martha (diciembre del 2016). «Arte y cultura masónica en el México barroco» [Art and Masonic culture in the Baroque Mexico]. REHMLAC Revista de Estudios Históricos de la Masonería Latinoamericana y Caribeña (Costa Rica) 8 (2): 148-194. ISSN 1659-4223. doi:10.15517/rehmlac.v8i2.18014. Consultado el 4 de mayo de 2018.